# Dezsényi Béla
Dezsényi Béla Kálmán (Budapest, 1907. május 8. – Budapest, 1972. szeptember 8.) magyar könyvtáros, irodalomtörténész, egyetemi tanár, sajtótörténész, bibliográfus; az irodalomtudományok kandidátusa (1952). Felesége, Szemző Piroska (1907–1982) könyvtáros, művészettörténész, irodalomtörténész volt.

## Életpályája és munkássága
Szülei: Dezsényi László István Imre és Klaringer Anna Mária voltak. 1925-ben érettségizett az Árpád Gimnáziumban. A budapesti tudományegyetemen tanult – mint Eötvös-kollégista – francia-német szakon; 1931-ben diplomázott. 1927–1930 között ösztöndíjasként a genfi egyetemen tanult. 1931-től óradíjas tanárként dolgozott. 1935-től az Országos Széchényi Könyvtárban volt gyakornok. 1938-ban doktorált. 1940-ben segédőr lett. 1943-ban az Országos Széchényi Könyvtár Hírlaptár osztályvezetője lett, majd a különgyűjtemények főosztályvezetője volt. 1946-ban megindította a Magyar folyóiratok repertóriumát. 1946-ban a budapesti egyetemen magántanárrá habilitálták. 1949-től a Könyvtártudományi Intézet előadójaként dolgozott. 1954–1968 között a Magyar Könyvszemle című akadémiai folyóirat helyettes szerkesztője, 1968–1972 között szerkesztője volt.
Korszerű alapokra helyezte az Országos Széchényi Könyvtár hírlap- és folyóiratgyűjteményének feltárását. Elindította a külföldi folyóiratok országos címjegyzékét. Tudományos pályáját világirodalmi tanulmányokkal kezdte, főleg a svájci írók magyarországi kapcsolatait kutatta. Az időszakos sajtóval kapcsolatos kérdések foglalkoztatták, több publikációja jelent meg a Magyar Könyvszemlében és az Országos Széchényi Könyvtár Évkönyveiben. A fiatal újságírók egész nemzedékét oktatta sajtótörténetre a Magyar Újságírók Szövetségének Főiskoláján és az ELTE-n, melynek docense volt. Részt vett a periodika-bibliográfia, címrövidítések és egyéb könyvtári szabványok szerkesztésében. Elvégezte a magyar sajtótudomány alapvető úttörő munkáját. Munkáit nagy anyagismeret, filológiai pontosság és szakirodalmi tájékozottság jellemezte.
Sírja az Óbudai temetőben található (39-1-816).

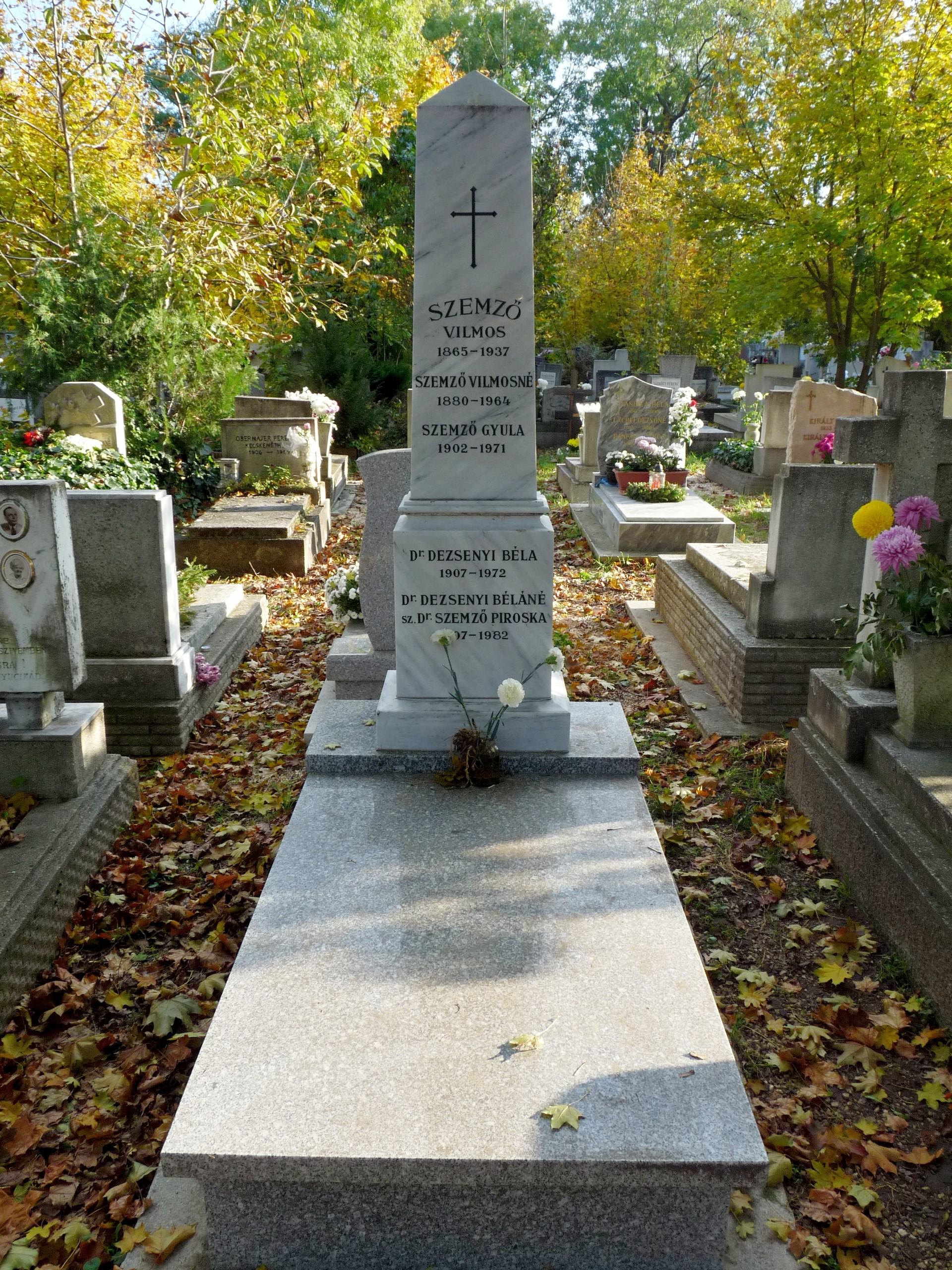
Dr. Dezsényi Béla (1907–1972) könyvtáros, sajtótörténész síremléke az Óbudai temetőben (39-1-816).

## Művei
- Magyar-svájci szellemi kapcsolatok a szabadságharc idején (Budapest, 1938)
- Az első magyar képes hetilap. A kassai "Ábrázolt Folyóirat" története (Budapest, 1940)
- Kovacsóczy Mihály az első magyar napilap terve (Budapest, 1941)
- A magyar hírlapirodalom első százada (1705-1805) (Budapest, 1941)
- Sajtó és könyvészet (Budapest, 1942)
- A hírlapkvtár gyűjtőköre (Budapest, 1943)
- Magyarország és Svájc (Budapest, 1946)
- Az időszaki sajtó története a Dunatáj országaiban (Budapest, 1947)
- Hírlapok és folyóiratok kezelése (Budapest, 1951)
- Sajtótörténeti hírlap- és folyóirat-kezelés (Budapest, 1952)
- A magyar sajtó 250 éve (Nemes Györggyel, Budapest, 1954)
- Kossuth hírlapja (Budapest, 1955)
- A magyar sajtó bibliográfiája 1945-1954. (Szerkesztette: Falvy Zoltánnal és Fejér Judittal, Budapest, 1956)